# Empoasca haywardi
Empoasca haywardi är en insektsart som beskrevs av Ross 1959. Empoasca haywardi ingår i släktet Empoasca och familjen dvärgstritar. Inga underarter finns listade i Catalogue of Life.